# 綿津見
綿津見（ワタツミ）是日本神話中的海神，在《日本書紀》裡寫作海神豐玉彥（わたつみとよたまびこ）或豐玉彥命，別名少童神。

## 概要
日本神話中最早出現的名稱是大綿津見神。在伊邪那岐和伊邪那美兩神產國（国産み）之後，開始產神（神産み），生了七位神祇，隨後產下大綿津見神和速秋津日子、速秋津比賣兩神。
在上代日本語中，「ワタ」是「海」的意思，「ツ」是「之」的意思，「ミ」是「神靈」的意思。因此依據其神名來看，很可能是海的主神。然而這個大綿津見神在《記紀》的記載中卻突然消失，伊邪那岐命令三貴神之一須佐之男管理海原。而在《出雲國風土記》中的安來鄉條則寫作「海若」（ワダツミ）。
伊邪那岐自黃泉國歸來，用水洗浴身體作禊禮時，水中生出了六個神祇：底津綿津見神、中津綿津見神、上津綿津見神，統稱綿津見神；底筒男命、中筒男命、表筒男命，統稱住吉三神。
在山幸彥與海幸彥的故事裡，提到綿津見大神將女兒豐玉姬嫁給彥火火出見尊（山幸彥），二人生下了彥波瀲武鸕鷀草葺不合尊，也就是後來第一代天皇神武天皇的父親。